# Séamus Coleman
Séamus Coleman /ˈʃeɪməs ˈkoʊlmən/ (n. 11 octombrie 1988, Donegal⁠(d), Ulster, Irlanda) este un fotbalist profesionist irlandez care joacă ca fundaș dreapta și căpitan atât la clubul de Premier League Everton, cât și la Echipa națională de fotbal a Irlandei.